# 罗卡斯环礁
罗卡斯环礁（葡萄牙語：Atol das Rocas）为一大西洋中的环礁，隶属巴西北大河州。罗卡斯环礁位于纳塔尔市西北260公里，费尔南多·迪诺罗尼亚群岛以西145公里。罗卡斯环礁长约3.7公里，宽约2.5公里。

## 世界遺產
南大西洋露出海面的海底山脈形成了費爾南多·迪諾羅尼亞群島，以及隣近的羅卡斯環礁，這裡代表了南大西洋大部分島嶼，富饒的海域，對鮪魚、鯊、海龜和其他海洋哺乳動物的生長和繁衍都極為重要，而島嶼則是西大西洋熱帶海鳥的最大棲息地。在拜亞海域（Baía dos Golfinhos）有大量的海豚在活動，在退潮時，羅卡斯環礁組成一幅海岸美景，散布著蓄有豐富魚類的潟湖和潮水潭。

### 登録基準
该世界遗产被认为满足世界遺產登錄基準中的以下基準而予以登錄：
- （ix）在陆上、淡水、沿海及海洋生态系统及动植物群的演化与发展上，代表持续进行中的生态学及生物学过程的显著例子。
- （x）拥有最重要及显著的多元性生物自然生态栖息地，包含从保育或科学的角度来看，符合普世价值的濒临绝种动物种。